# Beas de Granada

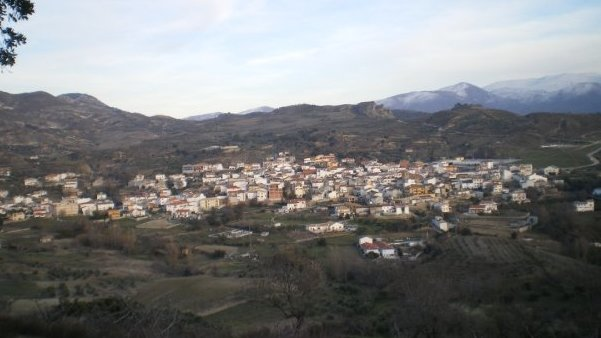
Panorama, Beas de Granada (2009)

Beas de Granada é um município da Espanha na província de Granada, comunidade autónoma da Andaluzia, de área 23 km² com população de 1087 habitantes (2007) e densidade populacional de 47,26 hab./km².

## Demografia
| Variação demográfica do município entre 1991 e 2004 | Variação demográfica do município entre 1991 e 2004 | Variação demográfica do município entre 1991 e 2004 | Variação demográfica do município entre 1991 e 2004 |
| --------------------------------------------------- | --------------------------------------------------- | --------------------------------------------------- | --------------------------------------------------- |
| 1991                                                | 1996                                                | 2001                                                | 2004                                                |
| 894                                                 | 1 007                                               | 1 004                                               | 1 065                                               |